# Stadio dell'Università del Botswana
Lo stadio dell'Università del Botswana (in inglese University of Botswana Stadium), noto anche come UB Stadium, è uno stadio multi-uso situato nella città di Gaborone in Botswana. Lo stadio, oltre alle attività sportive dell'omonima università, ospita le gare casalinghe di alcune società calcistiche della città e alcune partite delle nazionali di calcio e rugby.

## Storia
Lo stadio è stato creato come struttura sportiva facente parte del campus dell'Università del Botswana costruito nel 1982.
L'impianto era utilizzato soprattutto dalle squadre sportive universitarie ma ospitava anche partite di calcio della massima divisione nazionale e di tornei minori. L'impianto è utilizzato anche per l'annuale cerimonia di premiazione degli studenti laureati.
Dal 2009, a seguito della temporanea chiusura del Botswana National Stadium, la squadra nazionale ha iniziato a utilizzare l'UB Stadium come impianto casalingo per le partite disputate nella capitale. Lo stadio è considerato un portafortuna dai tifosi locali poiché la squadra nazionale non ha mai perso una partita giocata su questo campo, tanto da guadagnarsi il soprannome The Slaughter House (il mattatoio).
Per quanto riguarda l'ambito calcistico, lo stadio era utilizzato come impianto domestico dall'Uniao Flamengo Santos, uno dei club minori della capitale partecipante alla massima divisione nazionale, poi la chiusura dello stadio nazionale ha costretto anche le altre squadre di club della capitale (in particolare le tre più seguite: Gaborone United, Mochudi Centre Chiefs e Township Rollers) ad utilizzare in maniera intensiva l'UB Stadium. L'impianto è stato quindi utilizzato da ben 10 squadre differenti e questo ha creato gravi problemi di manutenzione, soprattutto al manto erboso, e l'aumento dei costi di gestione. Oltre alle nazionali (maggiore e U-23) e ai club della capitale, lo stadio viene utilizzato anche dalle squadre dell'università: UB Hawks (calcio, Gaborone Regional League), UB Kicks (calcio femminile, massima divisione nazionale), UB Rhinos (rugby, Botswana Rugby Union Senior League) e dalla squadra di atletica leggera dell'ateneo. Inoltre lo stadio è stato utilizzato anche dalla Nazionale di rugby a 15, infatti nel luglio 2012 in questo impianto si è svolto un torneo di qualificazione alla Coppa del Mondo 2015 a cui hanno partecipato 4 nazionali, oltre a quella padrona di casa.
Nel marzo 2011, a causa del deterioramento dovuto al sovrautilizzo l'impianto è stato temporaneamente chiuso per lavori di manutenzione, in particolare è stata rifatta la pista di atletica (costo stimato 2 milioni di pula) per poter ospitare i Campionati africani juniores di atletica leggera, assegnati al Botswana e che avrebbero dovuto svolgersi allo stadio nazionale.
Nel gennaio 2013, i responsabili dell'università, proprietaria dello stadio, hanno deciso di aumentare il costo di affitto dell'impianto per far fronte alle spese necessarie per il mantenimento, questa decisione è stata fortemente criticata dai club della capitale, molti dei quali erano già in difficoltà nel reperire i fondi necessari anche prima dell'aumento e di conseguenza sono stati costretti a giocare le loro partite casalinghe in altre città.
Lo stadio, creato come struttura sportiva scolastica, si è trovato a svolgere dal 2009 la funzione di stadio nazionale pur non avendone le caratteristiche (capacità ridotta e minori fondi di gestione), basti citare ad esempio il fatto che nell'agosto del 2012 la premiazione degli atleti di ritorno dalle Olimpiadi di Londra si svolta, alla presenza delle massime autorità del paese, all'UB Stadium.

## Struttura
Il campo da gioco è circondato da una pista di atletica leggera in tartan. L'impianto è dotato di 4 spogliatoi. Lo stadio è situato nelle vicinanze del Botswana National Stadium, entrambi gli impianti si trovano lungo la stessa strada (la Notwane Road) e sono situati in una zona di Gaborone dove si concentrano le principali strutture sportive della città (campi da tennis, basket, softball/baseball, cricket e golf club). Lo stadio può ospitare circa 10.000 spettatori (spesso ridotti a 8.000 per motivi di sicurezza), questa ridotta capienza ha creato problemi alla federazione calcistica del Botswana in quanto la FIFA ha sollevato dubbi sulla sua adeguatezza ad ospitare gare internazionali, in particolare in occasione della partita di qualificazione al Campionato mondiale di calcio 2014 disputata contro il Sudafrica, la federazione mondiale temeva che l'impianto non avesse potuto far fronte all'afflusso dei tifosi sudafricani (Gaborone dista solo 15 chilometri dal confine), tuttavia a causa dell'inagibilità dei due principali stadi del Botswana (National Stadium e Lobatse Stadium, entrambi con capienza superiore ai 20.000 posti) l'autorizzazione per disputare l'incontro è stata comunque concessa.

## Partite internazionali ospitate

### Calcio
| Data       | Avversario    | Risultato | Esito | Competizione              | Note   |
| ---------- | ------------- | --------- | ----- | ------------------------- | ------ |
| 06-06-2009 | Nuova Zelanda | 0 - 0     | N     | Amichevole                | [ 15 ] |
| 05-07-2009 | Iran          | 1 - 1     | N     | Amichevole                | [ 16 ] |
| 09-07-2010 | Ciad          | 1 - 0     | V     | Qual. Coppa d'Africa 2012 | [ 17 ] |
| 04-09-2010 | Togo          | 2 - 1     | V     | Qual. Coppa d'Africa 2012 | [ 18 ] |
| 17-11-2010 | Tunisia       | 1 - 0     | V     | Qual. Coppa d'Africa 2012 | [ 19 ] |
| 05-06-2011 | Malawi        | 0 - 0     | N     | Qual. Coppa d'Africa 2012 | [ 20 ] |
| 10-08-2011 | Kenya         | 1 - 0     | V     | Amichevole                | [ 21 ] |
| 07-01-2012 | Zimbabwe      | 0 - 0     | N     | Amichevole                | [ 22 ] |
| 23-05-2012 | Lesotho       | 3 - 0     | V     | Amichevole                | [ 23 ] |
| 09-06-2012 | Sudafrica     | 1 - 1     | N     | Qual. Mondiali 2014       | [ 1 ]  |
| 19-03-2013 | Malawi        | 1 - 0     | V     | Amichevole                | [ 24 ] |

### Rugby[25]
| Data       | Squadra #1     | Risultato | Squadra #2 |
| ---------- | -------------- | --------- | ---------- |
| 22-07-2012 | Mauritius      | 26 – 22   | Nigeria    |
| 22-07-2012 | Botswana       | 23 – 15   | Zambia     |
| 25-07-2012 | Costa d'Avorio | 29 – 17   | Nigeria    |
| 28-07-2012 | Costa d'Avorio | 24 – 18   | Zambia     |
| 28-07-2012 | Botswana       | 25 – 14   | Mauritius  |